# Torgueda
Torgueda is een plaats (freguesia) in de Portugese gemeente Vila Real en telt 1583 inwoners (2001).